# Медведівка (Борисовський район)
Медведівка (біл. вёска Мядзьведзеўка) — село в складі Борисовського району Мінської області, Білорусь. Село підпорядковане Пригородницькій сільській раді, розташоване в північно-східній частині області.